# Федоровський Олексій Олександрович
Олексі́й Олекса́ндрович Федоро́вський (18 (30) березня 1897, село Руська Халань, Новооскільського повіту на Подонні, нині Чернянський район, Бєлгородської області 27 серпня 1981 Київ) — український хірург. Заслужений діяч науки УРСР (1959). Лауреат Державної премії України в галузі науки і техніки (1982). Українець.
Професор Київського медичного інституту. 1935 — директор Київського інституту переливання крові.
Праці Федоровського присвячено питанням експериментальної та клінічної хірургії, зокрема проблемі переливання крові й кровозмішувачів.

## Нагороди
Нагороджений орденом Червоної Зірки,  орденом Вітчизняної війни другого ступеня,  орденом Знак Пошани, медалями.